# Zračna luka Ardabil
Zračna luka Ardabil (IATA kod: ADU, ICAO kod: OITL) smještena je kod grada Ardabila u sjeverozapadnom dijelu Irana odnosno Ardabilskoj pokrajini. Nalazi se na nadmorskoj visini od 1315 m. Zračna luka ima jednu asfaltiran-betonsku uzletno-sletnu stazu dužine 3299 m, a koristi se za tuzemne letove. Zračni prijevoznici koji nude redovne letove u ovoj zračnoj luci uključuju Iran Air (iz/u: Mašhad, Teheran-Mehrabad), Iran Aseman Airlines (iz/u: Teheran-Mehrabad) i Mahan Air (iz/u: Mašhad, Teheran-Mehrabad).

## Vanjske poveznice
- (engl.) DAFIF, World Aero Data: OITL  Arhivirana inačica izvorne stranice od 4. ožujka 2016. (Wayback Machine)
- (engl.) DAFIF, Great Circle Mapper: ADU